# Charles Mingus Presents Charles Mingus
Charles Mingus Presents Charles Mingus ist ein Jazzalbum von Charles Mingus. Das 1960 aufgenommene Album wurde auf dem kurzlebigen Candid-Label veröffentlicht, das der Jazzkritiker und Produzent Nat Hentoff gründete. Die Platte ist die erste von insgesamt vier LPs, die zwei Aufnahme-Sessions der damaligen Charles Mingus-Bands dokumentieren (es folgen „Mingus“, „Reincarnation of a Love Bird“ sowie „Mysterious Blues“).
Das Album zeigt die kreative Genialität des Bassisten und Komponisten Charles Mingus. Es präsentiert eine Mischung aus komplexen Kompositionen und improvisierten Passagen, die den Hörer in eine vielschichtige Klanglandschaft führen. Es war wegweisend für die Fusion von unterschiedlichen Stilen wie Bebop, Hard Bop und Avantgarde-Jazz. Mingus’ musikalisches Talent und seine Fähigkeit, soziale und politische Themen in seine Musik zu integrieren, trugen zur Bedeutung dieses Albums für den modernen Jazz bei.
2024 erschien auf ezz-thetics die Edition Charles Mingus Presents Charles Mingus to Pre Bird Revisited als klanglich remasterte Kopplung von Charles Mingus Presents Charles Mingus mit dem Album Pre-Bird (Mercury, 1961).

## Vorgeschichte der Platte
Charles Mingus hatte eine besondere Beziehung zu dem Jazzkritiker, Journalisten und späteren Plattenproduzenten Nat Hentoff: Er schätzte dessen profunde Kenntnisse von Jazz und Blues sowie dessen Interesse an den europäischen Komponisten des 20. Jahrhunderts. Hentoff war eine Art Seelenverwandter für den Bassisten. Von den frühen 1950er Jahren an, als Hentoff in Boston ansässig war und ein Album von einer Radiosendung mit Mingus und dem Billy Taylor Trio produzierte, hatte er Mingus mit seinem zunehmenden Einfluss gefördert. Er interviewte ihn in seiner Bostoner Radioshow und schrieb schon früh Artikel über ihn für das Jazzmagazin Down Beat.
Als Nat Hentoff auch zum Plattenproduzenten wurde, sorgte er für die Wiederveröffentlichung der Jazz Workshop-Platte „Mingus At The Bohemia“ von 1955. Ende der 1950er Jahre schrieb Hentoff die Liner Notes zu fünf wichtigen Mingus-Alben (eins davon hatte Hentoff selbst produziert: das Livealbum „Jazz Portraits – Mingus in Wonderland“ für United Artists), drei der Liner Notes erschienen als eigenes Kapitel in seinem Buch „These Jazzmen of Our Time“. Schließlich half Hentoff Charles Mingus aus dem Bellevue-Krankenhaus wieder herauszukommen, in das dieser sich selbst eingeliefert hatte.
1960 gründete Hentoff das Candid-Label als Unterabteilung von Archie Bleyers Cadence Records, das die Everly Brothers und Andy Williams im Vertrag hatte. Hentoff konnte Büro und Infrastruktur von Cadence nutzen, war aber ökonomisch vom Hauptlabel abhängig. In der Zeitspanne von nur acht Monaten (bis zum wirtschaftlichen Untergang von Cadence) fing Hentoff den musikalischen Mikrokosmos der New Yorker Jazz- und Bluesszene ein. Die Spannbreite des Repertoires reichte vom Folk-Blues-Veteran Lightnin’ Hopkins bis zum Avantgarde-Jazzpianisten Cecil Taylor.
Bis auf den Auftritt auf dem Jazzfestival in Antibes am 13. Juli 1960 und auf dem Gegenfestival von Newport verbrachte Mingus das Jahr mit Auftritten im „The Showplace“, einem kleinen Club im New Yorker Stadtteil Greenwich Village. Seine „Jazz Workshop“ genannte Gruppe bestand in ihrem Kern seit Ende 1959 aus dem Saxophonisten Eric Dolphy, dem Trompeter Ted Curson und dem Schlagzeuger Dannie Richmond. Hinzu kamen während dieser Auftritte die Saxophonisten Booker Ervin, Yusef Lateef, Charles McPherson und Leo Wright, der Trompeter Lonnie Hillyer, der Posaunist Jimmy Knepper, der Vibraphonist Teddy Charles, die Pianisten Kenny Drew, Jaki Byard, Kenny Barron und Roland Hanna, der Bassist Wilbur Ware, Schlagzeuger Elvin Jones und einmal der Steptänzer Baby Laurence.
Damals hätte Hentoff Charles Mingus und seine Band am liebsten live in dem Club, in dem sie gerade spielten, aufgenommen; als sich das nicht realisieren ließ, wurde die Live-Atmosphäre eines Nightclubs im Studio durch eingeladene Gäste geschaffen. Mingus sagte die Nummern an und leitete die Session, als würde sie in einem Jazzclub stattfinden. Das Ergebnis war das Album „Charles Mingus Presents Charles Mingus“ (Candid CS 9005).

## Die Session vom 20. Oktober 1960
Um seinen Vertrag mit Hentoffs „Candid Records“ zu erfüllen, unternahm Charles Mingus zwei Marathon-Aufnahmesitzungen. Auf der ersten Session im Oktober wurde zunächst die Platte „Charles Mingus Presents Charles Mingus“ aufgenommen. Es enthält die Titel
1. “Folk Forms, No. 1” – 13:08
2. “Original Faubus Fables” – 9:19
3. “What Love” – 15:23
4. “All The Things You Could be By Now If Sigmund Freud´s Wife Was Your Mother” – 8:33

in der Besetzung Charles Mingus (b), Eric Dolphy (as/bcl), Ted Curson (tp), Dannie Richmond (dr).
Der Großteil des übrigen Materials dieser Session erschien auf der folgenden Platte „Mingus“ (Candid 9021).

## Wirkung der Platte
Stück 2 entspricht von der Komposition her Fables of Faubus. Anders als auf Mingus Ah Um, wo dieser Titel zum ersten Mal (damals rein instrumental) eingespielt worden war, enthält diese Fassung einen sarkastischen Text, der im Sprechgesang vorgetragen wurde und sich mit dem Gouverneur Orval Faubus von Arkansas und seiner Politik der Rassendiskriminierung auseinandersetzt. Das Album wurde daher in Südafrika von der Zensur verboten.
Das Magazin Rolling Stone  wählte das Album 2013 in seiner Liste Die 100 besten Jazz-Alben auf Platz 59.

## Rezension
Nach Ansicht von Thomas Conrad (Stereophile) sei das Album ein bedeutendes Dokument seiner Zeit. Auf dieser frühen Version von „Fables of Faubus“ (mit einem anderen Titel hier aus rechtlichen Gründen) spreche / singe Mingus die ätzenden Texte, die den segregationistischen Gouverneur von Arkansas, Orval Faubus, verspotten. Die brennenden Soli von Dolphy und Curson würden sowohl verrückte Parodie als auch ernsthaften Protest enthalten. Dolphy würde hier viel mehr tun als nur zu funktionieren: Er sei ein explosiver Improvisator gewesen, eines der wundersamsten Talente in der Geschichte des Jazz. Curson, ein hartgesottener, äußerst kreativer Trompeter, verdiene es, heute besser in Erinnerung zu bleiben. Die Abmischung des Albums sei seltsam, mit Bass und Schlagzeug im linken Kanal und den Bläsern im rechten; aber der Ton sei klar.
In seinen Liner Notes zur Edition Charles Mingus Presents Charles Mingus to Pre Bird Revisited legte Bill Shoemaker den Kontext dar, in dem die beiden vorgestellten Alben betrachtet werden sollten. Er stellte fest, dass die künstlerische Vision von Charles Mingus so enorm war, dass keine zwei (oder vielleicht drei) Alben ihre Gesamtheit umfassen können.
Nach Ansicht von Chris May, der das Album in All About Jazz rezensierte, sind die vier Stücke, aus denen das Album beste – „Folk Forms No. 1“. „Original Faubus Fables“, „What Love“, „All The Things You Could Be By Now If Sigmund Freud's Wife Was Your Mother“ – allesamt Klassiker und „Original Faubus Fables“ vielleicht die beste Fassung, die jemals aufgenommen wurde. Der Track, der zuvor als Instrumentalstück auf ingus Ah Um (Columbia, 1959) zu hören war, richte sich an den rassistischen Gouverneur von Arkansas, Orval Faubus, und drehe sich hier um leidenschaftliche Texte, die von Mingus geschrieben und im Call-and-Response-Stil von Mingus und Richmond vorgetragen wurde. Ein weiteres Gespräch auf dem Album, dieses Mal nonverbal, aber nicht weniger eloquent als „Faubus“, sei der Instrumentalaustausch zwischen Mingus und Dolphy in „What Love“.